# Andrej Kmeť
Andrej Kmeť (Bzenica, 19 novembre 1841 – Martin, 16 febbraio 1908) è stato un presbitero, botanico, etnografo, archeologo e geologo slovacco.

## Biografia
Kmeť individuò molte nuove specie di piante e creò un erbario di 72.000 specie. Egli fu uno dei primi ricercatori ad avviare moderni scavi archeologici in Mitteleuropa. Nel 1892 fondò la slovacca Slovenská učená spoločnosť, che in seguito diviene l'Accademia slovacca delle scienze. Nel 1893 fondò la Società museale slovacca. Era anche conosciuto per la sua lotta all'alcolismo. Andrej Kmeť fu sepolto nel Cimitero nazionale di Martin.